# Fatima (voornaam)
Fatima of Fāṭimah (Arabisch: فاطمة ) is een van oorsprong Arabische naam, die letterlijk "Zij die speent" betekent. Onder moslims is Fatima een algemeen voorkomende naam, naar Fatima Zahra, dochter van de profeet Mohammed. Door islamitische beïnvloeding raakte de naam ook in Spanje en Portugal in gebruik, evenals in hun koloniën in Amerika.
Van de achternaam Mǎ (馬), die onder Chinese moslims vrij algemeen is, wordt wel gezegd dat deze is afgeleid van Fatima of Mohammed.
Het Portugese stadje Fátima is vernoemd naar een Moorse prinses. Nadat Maria daar in 1917 verschenen was aan drie kinderen, kreeg de naam Fatima ook onder katholieken buiten Spanje en Portugal enige populariteit.